# La Loi commune
Pour les articles homonymes, voir The Common Law.

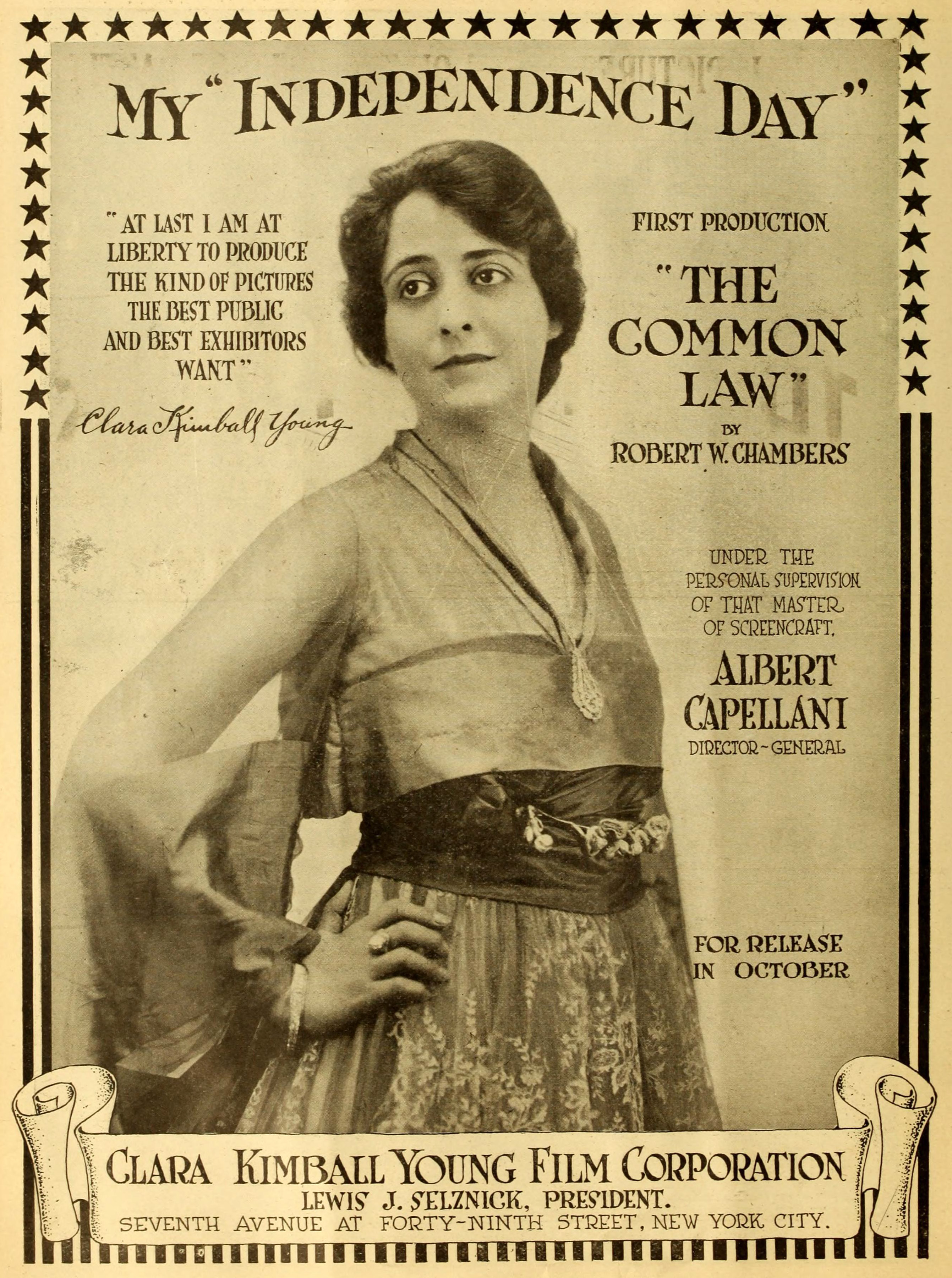
Affiche du film

La Loi commune (titre original The Common Law) est un film américain réalisé par Albert Capellani et sorti en 1916.

## Synopsis
Le film est une adaptation du roman de Robert W. Chambers, qui parle de la vie de Valérie West dans la haute société mondaine à New York. Exerçant le métier d'artiste, de mannequin et philosophe, elle connaît beaucoup de chagrin, de joie à travers de nombreuses épreuves et tribulations qui se terminent par un triomphe final sur son chemin personnel pour devenir la personnification vivante de la féminité douce et noble.

## Fiche technique
- Titre original : The Common Law
- Réalisation : Albert Capellani
- Assistant réalisateur : Henri Ménessier
- Scénario : Beryl Morhange d'après le roman de  Robert W. Chambers
- Production :  Clara Kimball Young Film Corporation
- Image : Jacques Montéran, Hal Young
- Date de sortie : 15 octobre 1916

## Distribution

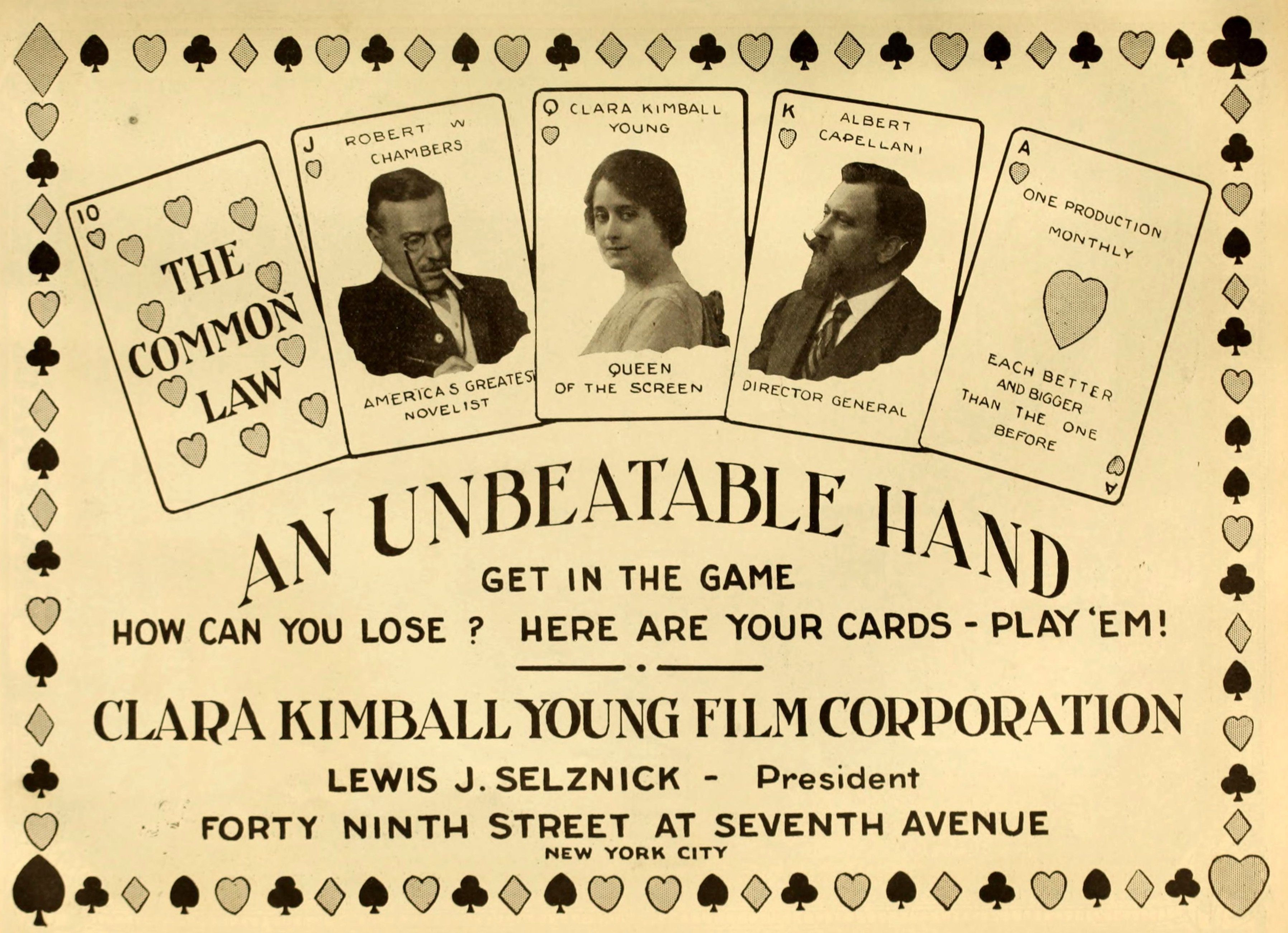
Carte promotionnelle pour le film

- Clara Kimball Young : Valerie West
- Conway Tearle : Neville
- Paul Capellani : Querida
- Edna Hunter  : Rita
- Lillian Cook : Stephanie
- Julia Stuart : Mme Neville
- Edward Kimball : M. Neville
- Lydia Knott : Mme West